# Истобниковское сельское поселение
Истобниковское сельское поселение — муниципальное образование (сельское поселение) в составе Рыбновского района Рязанской области России.
Административный центр  — село Истобники.

## История
Истобниковское сельское поселение образовано в 2005 году законом Рязанской области от 7 октября 2004 года № 91-ОЗ.
Законом Рязанской области от 20 мая 2015 года № 25-ОЗ в состав поселения включено упразднённое Марковское сельское поселение.

## Население
| 2010  | 2012  | 2013  | 2014  | 2015 | 2016  | 2017  |
| ----- | ----- | ----- | ----- | ---- | ----- | ----- |
| 667   | ↗686  | ↗707  | ↗708  | ↘684 | ↗1204 | ↘1181 |
| 2018  | 2019  | 2020  | 2021  |      |       |       |
| ↘1177 | ↗1188 | ↗1190 | ↗1247 |      |       |       |

## Состав сельского поселения
| №  | Населённый пункт | Тип населённого пункта       | Население |
| -- | ---------------- | ---------------------------- | --------- |
| 1  | Аблово           | деревня                      | 7         |
| 2  | Ахмылово         | деревня                      | →0        |
| 3  | Бортное          | село                         | ↘35       |
| 4  | Волынь           | село                         | ↘34       |
| 5  | Голенькино       | деревня                      | 0         |
| 6  | Елизаветинка     | деревня                      | 14        |
| 7  | Зубово           | деревня                      | 18        |
| 8  | Истобники        | село, административный центр | ↘148      |
| 9  | Летово           | село                         | ↘61       |
| 10 | Марково          | деревня                      | ↘315      |
| 11 | Подлуг           | деревня                      | ↘6        |
| 12 | Путково          | деревня                      | ↘14       |
| 13 | Романцево        | деревня                      | 152       |
| 14 | Сидоровка        | деревня                      | 240       |
| 15 | Слобода          | деревня                      | 4         |
| 16 | Шишкино          | деревня                      | ↘66       |